# Koenigsegg Agera RS
La Koenigsegg Agera RS est une supercar produite par le constructeur automobile suédois Koenigsegg, dévoilée au salon international de l'automobile de Genève 2015. Version évoluée de la Koenigsegg Agera, elle est propulsée par un moteur V8 de 5 L de cylindrée développant 1 160 à 1 383 ch. Sa production est limitée à 25 exemplaires. La Koenigsegg Agera RS produit 450 kg d'appui aérodynamique à 250 km/h.

## Records
Le 5 octobre 2017, la firme suédoise annonce que son Agera RS détient officiellement le record d'accélération-freinage 0-400-0 km/h, avec un temps de 36,44 s, sur une distance de 2 441 m, avec un 0 à 400 km/h en 26,88 s, battant ainsi les records de la Bugatti Chiron obtenus quelques semaines auparavant, malgré une piste bien loin d'être idéale et une pluie légère qui causait des patinages jusqu'à des vitesses de plus de 180 km/h. 
Le 4 novembre 2017, Niklas Lilja, le pilote « maison » de Koenigsegg, a établi le record de vitesse pour une automobile de série aux commandes de la RS, sur une portion de la route 160 à Pahrump dans l'État du Nevada aux États-Unis, avec 447,91 km/h de moyenne sur un aller/retour et une vitesse de pointe a 457,49 km/h, (436,44 km/h à l'aller, 457,49 km/h au retour). Le record d'accélération-freinage 0-400-0 km/h est de nouveau battu : un temps de 26,88 s pour le 0 à 400 km/h (en 1 740,2 m) et un temps de 9,56 s pour le 400 à 0 km/h (en 499,3 m), soit un temps total de 36,44 s, le tout sur une distance de 2 239,5 m.
De plus, la firme d'Ängelholm décroche trois autres titres dans la même journée : le kilomètre le plus rapide sur route publique, avec une moyenne de 445,54 km/h, le mile le plus rapide sur route publique, avec une moyenne de 444,66 km/h, ainsi que le record de la vitesse la plus élevée jamais atteinte sur route publique, avec 457,9 km/h.
Le 27 septembre 2019, le record du 0-400-0 sera repris par la Koenigsegg Regera, et établi en 31,49 s, soit un 0 à 400 km/h en 22,87 s et un 400 km/h jusqu'à l'arrêt en 8,62 s.

## Série spéciale
Les Koenigsegg Agera Final sont une série spéciale lancée au salon international de l'automobile de Genève 2016 pour célébrer les dernières voitures de la gamme Agera. La production est limitée à trois exemplaires inspirés des dernières créations de la marque, la Koenigsegg One:1 et l'Agera RS. Le châssis est celui de l'Agera RS tandis que le design des Koenigsegg Agera ML et Koenigsegg Agera XS est basée sur la Koenigsegg Agera RS, le design de la Koenigsegg One of One est lui basée sur celui de la One:1. En juillet 2018, Koenigsegg présente la sous-série « Agera FE » (Final Edition), composée de deux modèles nommés « Thor » et « Väder », célébrant l'achèvement de la gamme Agera. Thor arbore une finition carbone grise bi-ton incrustée de diamants, ainsi qu'un aileron central exclusif. Väder possède également la finition en diamants de Thor avec en plus des inserts en feuille d'or blanc sur l'aileron et la carrosserie, ainsi que des canards supplémentaires. Les deux modèles sont peints en gris et incorporent le moteur de 1 MW de la One:1.

## Galerie

Agera RS présentée à Rétromobile 2024
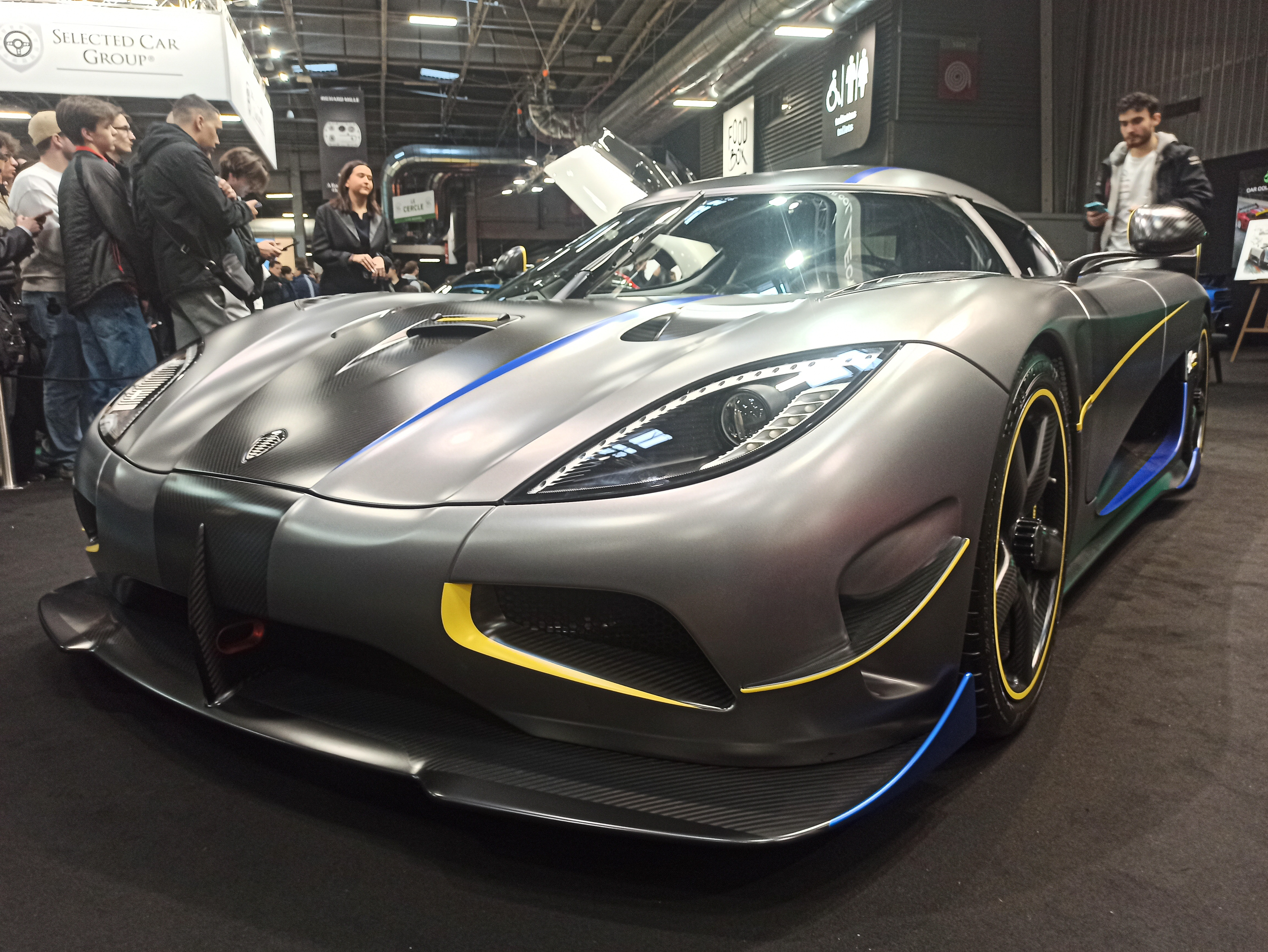
Avant.
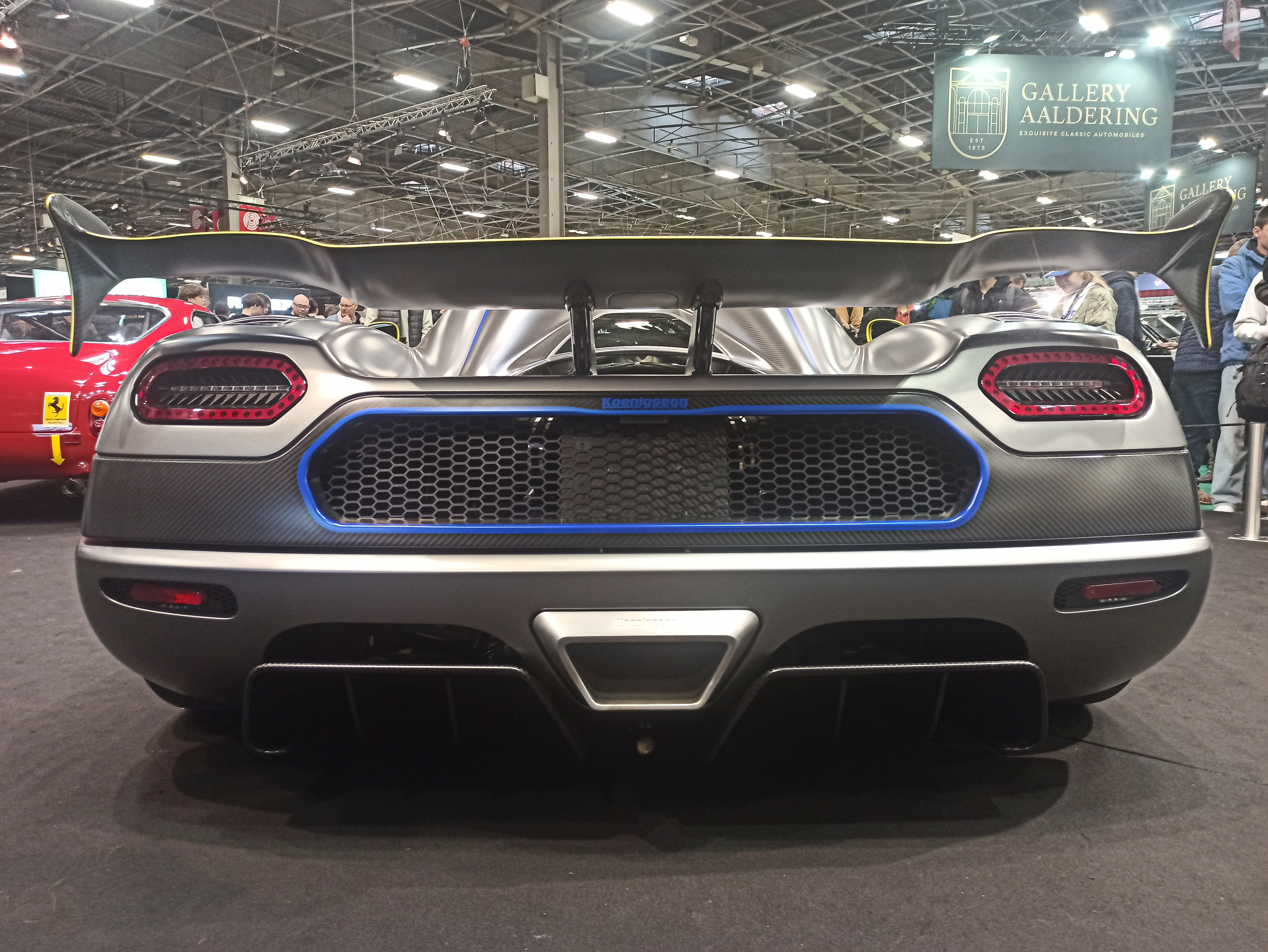
Arrière.
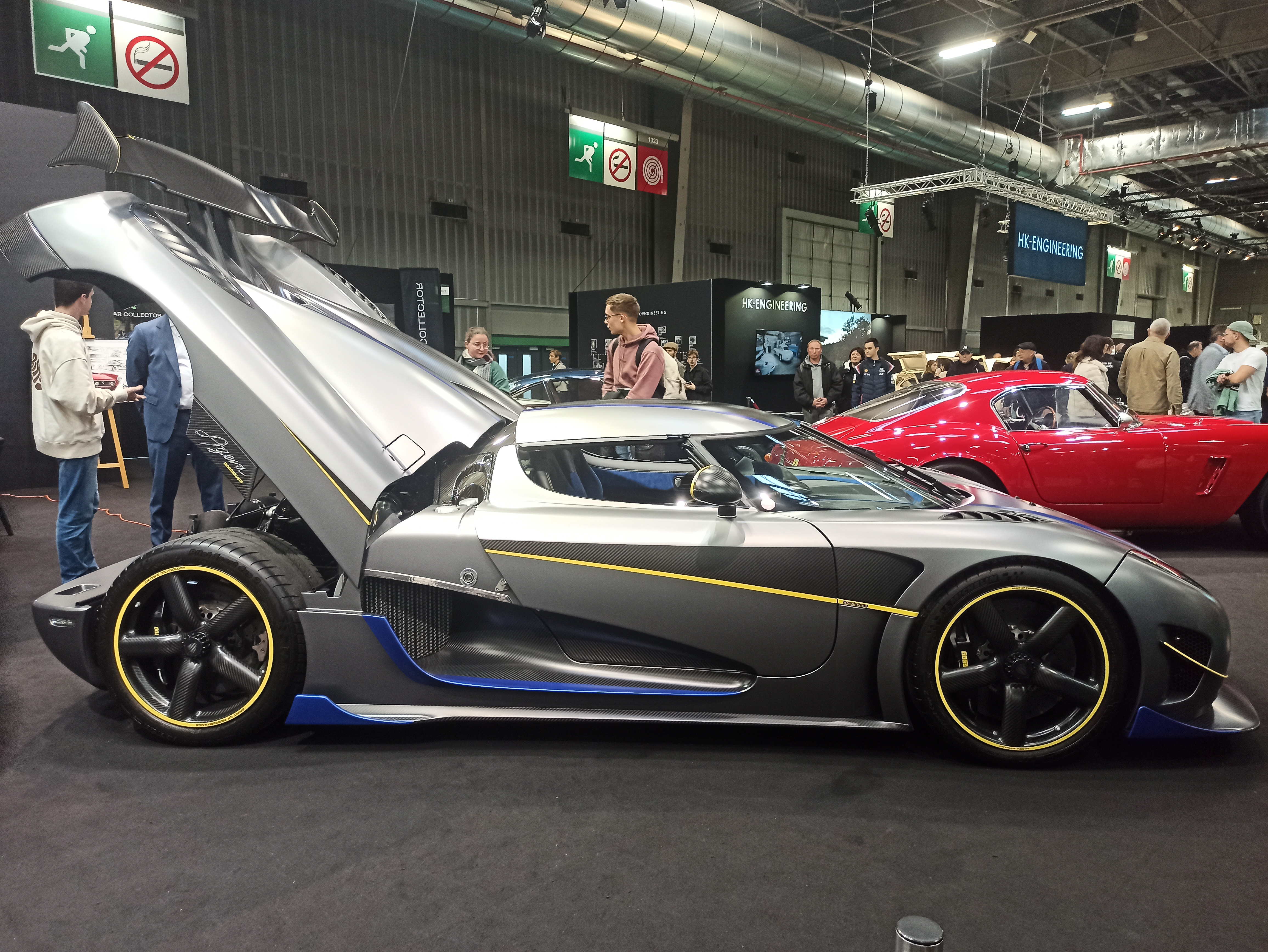
Profil avec le capot  moteur levé.
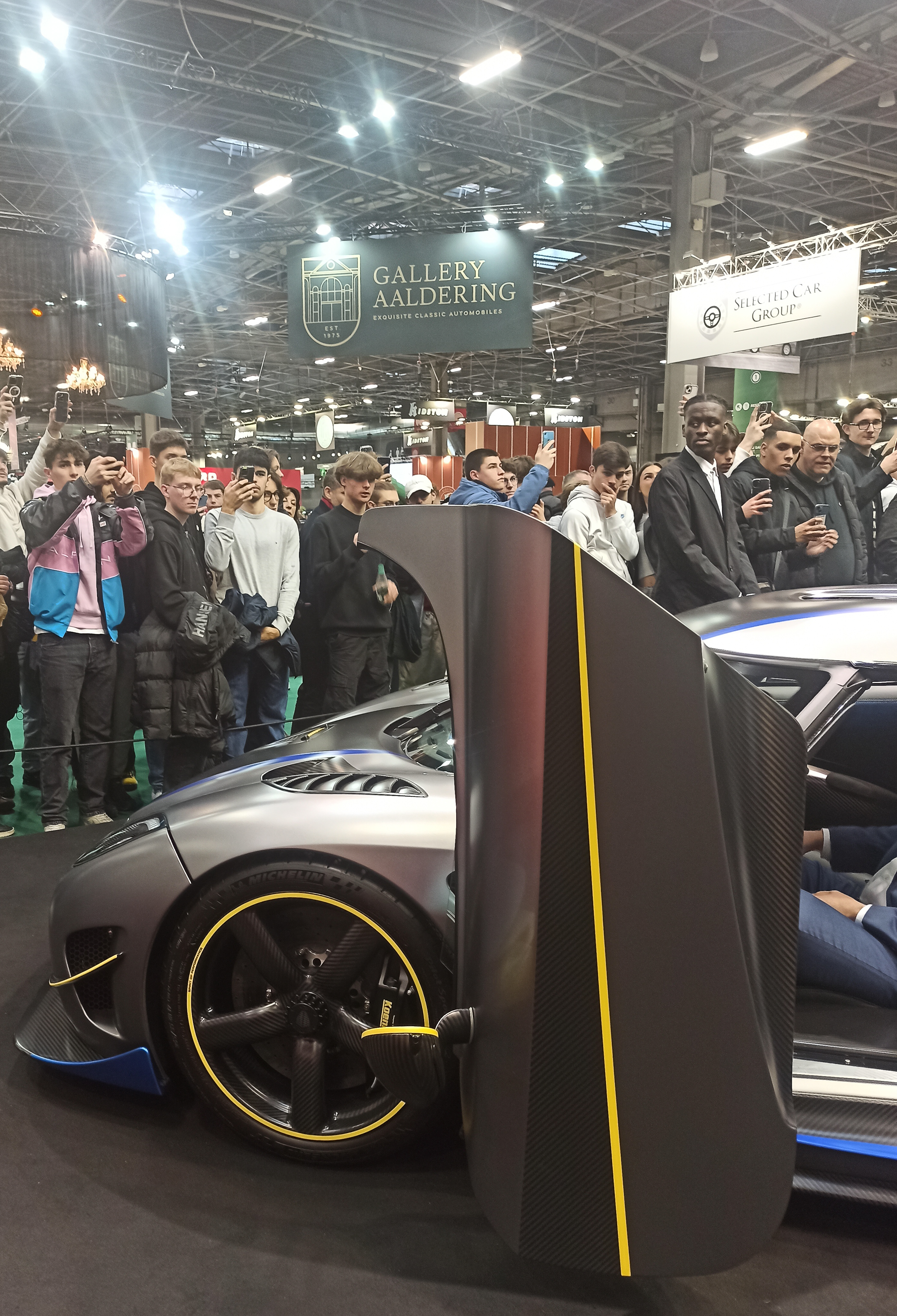
Vue avec portière ouverte.
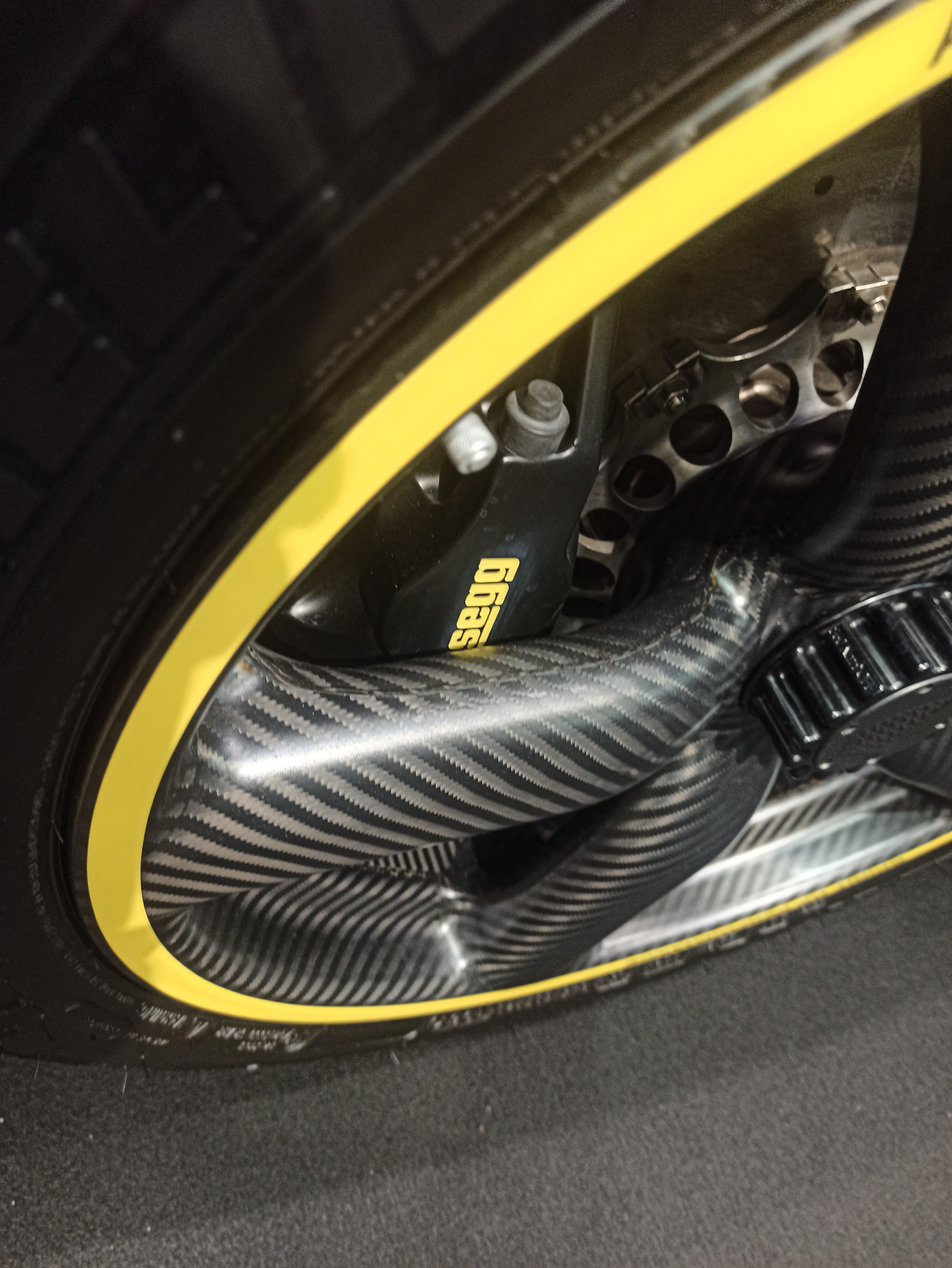
Jante.
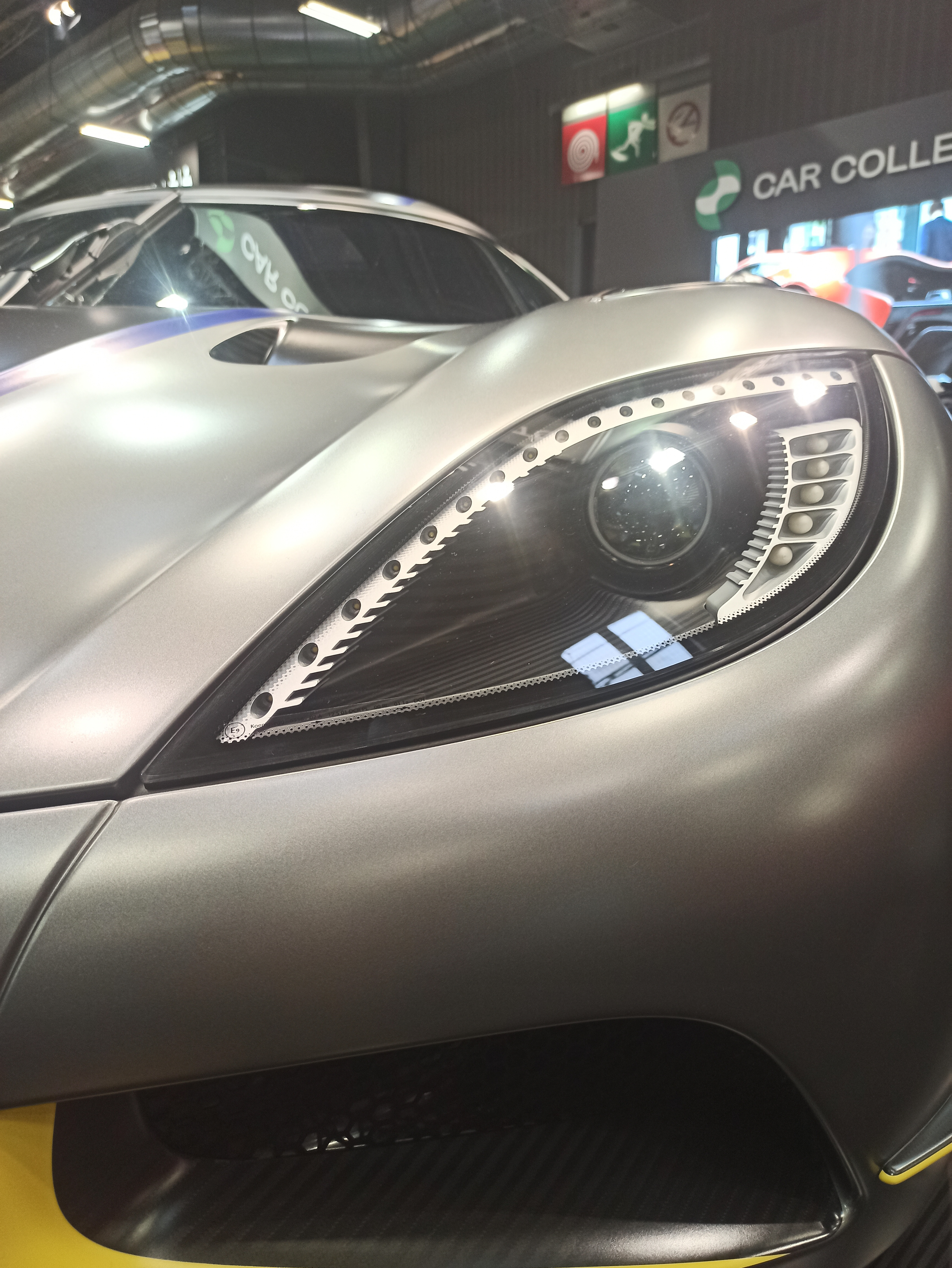
Phare avant.
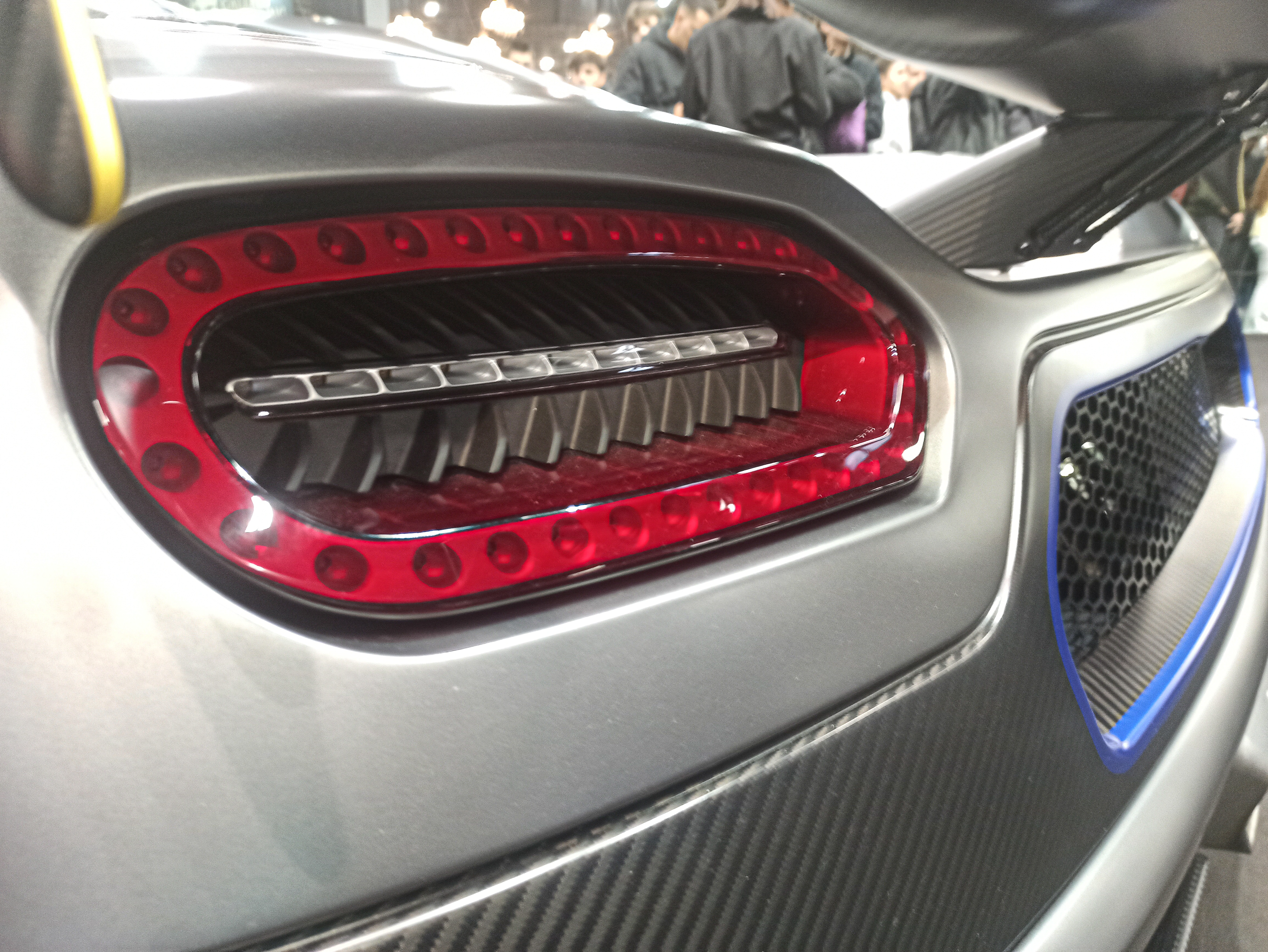
Feu arrière.
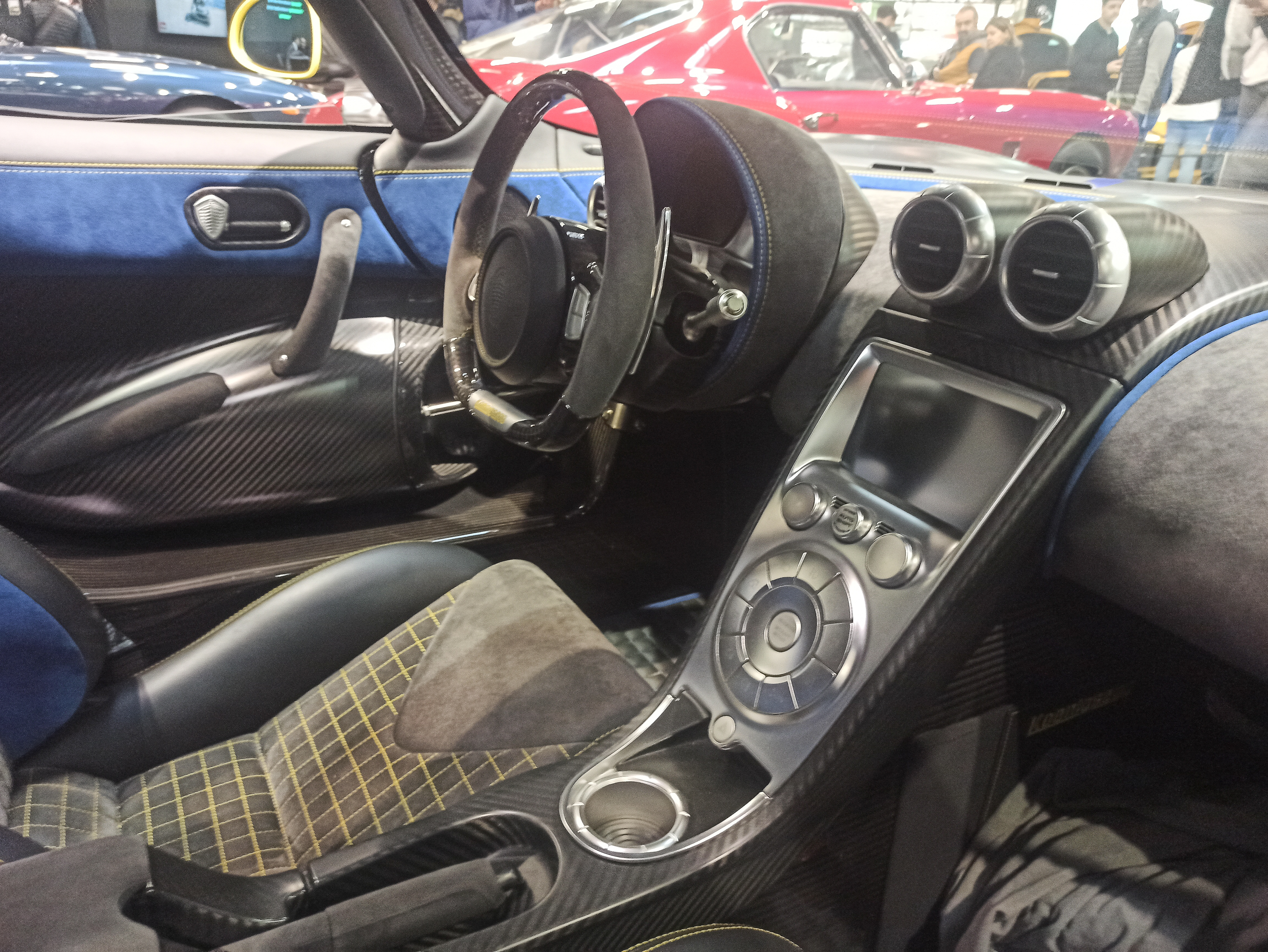
Intérieur.
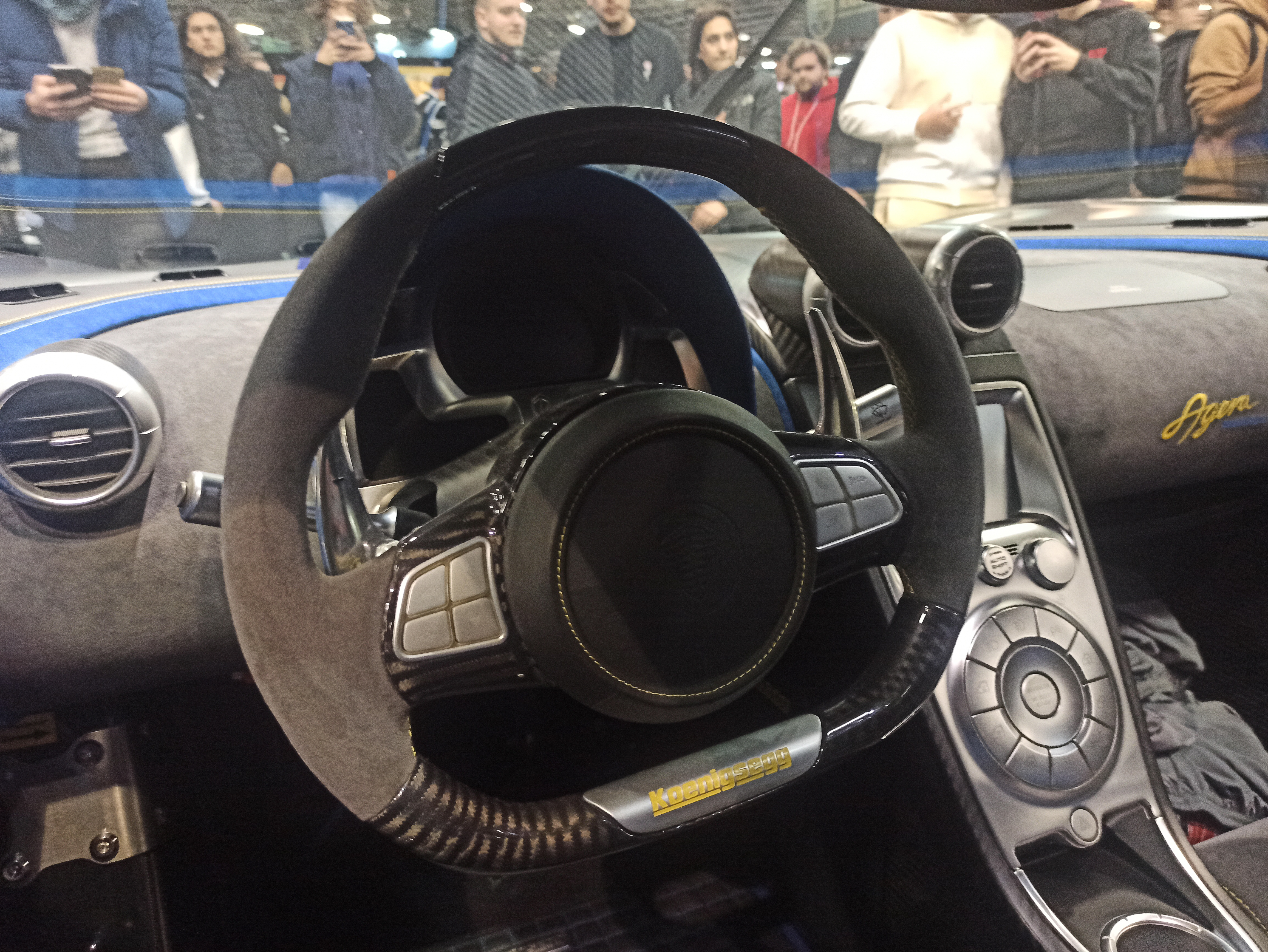
Volant.
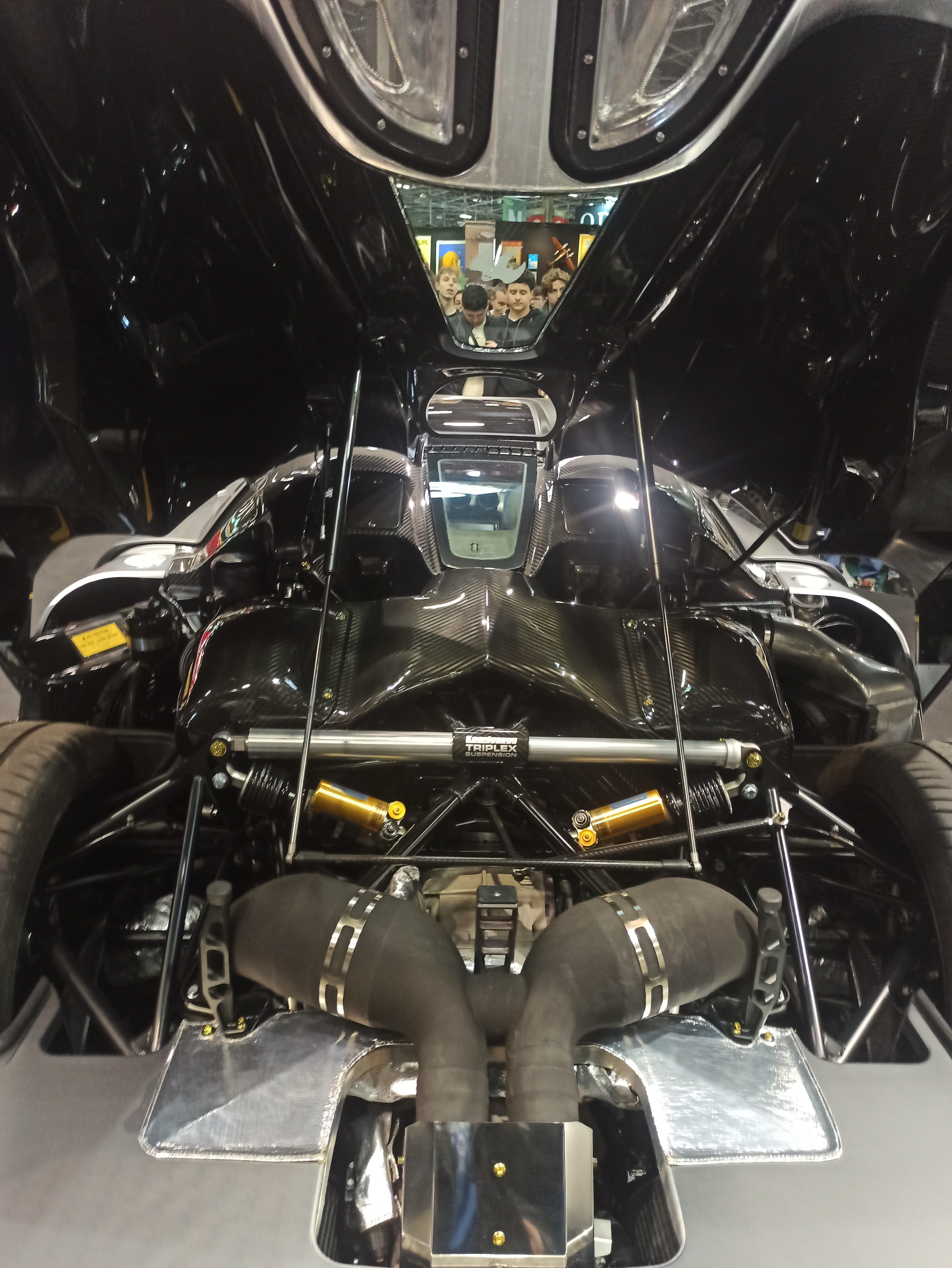
Moteur.
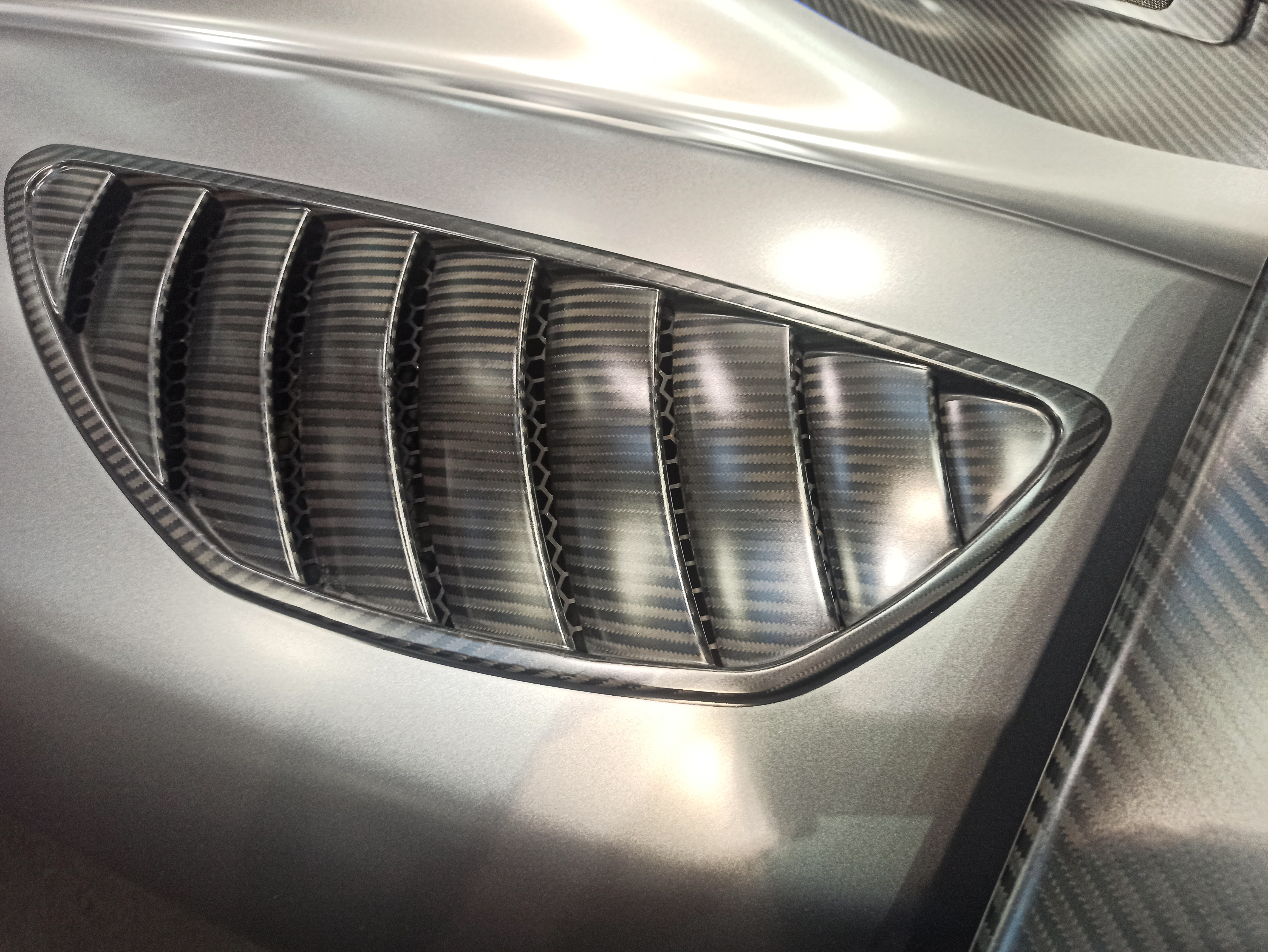
Sortie d'air arrière.
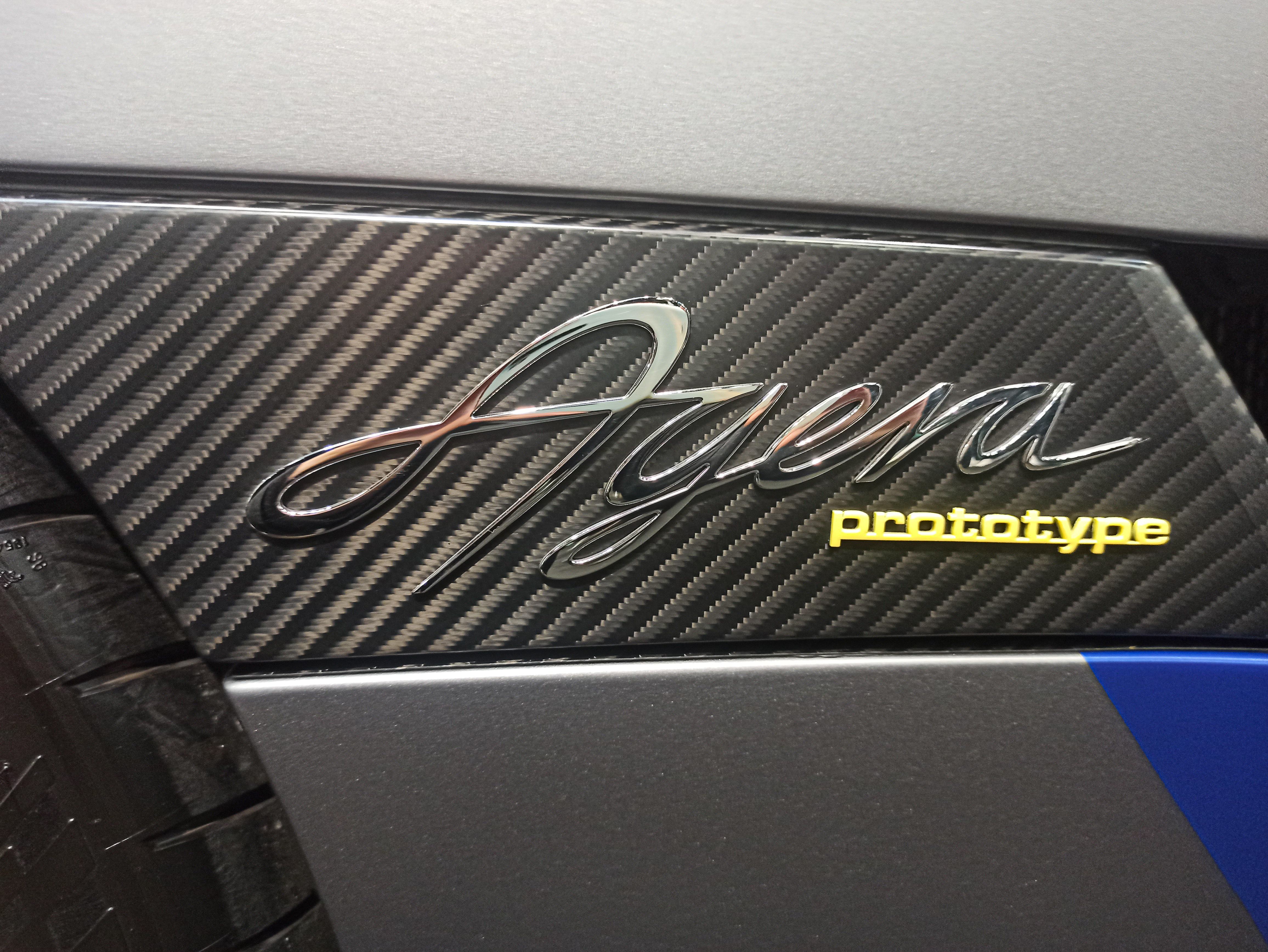
Logo.